# ツメタイヒカリ
「ツメタイヒカリ」は、Plastic Treeのメジャー6枚目のシングル。1999年12月10日発売。発売元はワーナーミュージック・ジャパン。

## 概要
前作『Sink』から約7ヶ月ぶりのシングル。
初回盤と通常盤の2タイプ発売。初回盤には特殊デジパックパッケージ仕様・特製フォトカードが封入されている。収録曲は両タイプとも同一。
「ツメタイヒカリ」・「ブランコから」両曲とも、後発のアルバム『Parade』には未収録。

## 収録曲
1. ツメタイヒカリ [5:21][3]
  - 作詞：Ryutaro、作曲：Ryutaro・Tadashi、編曲：Plastic Tree & 成田忍
  - CDジャーナルでは、「あえてダウナーな色を排除し、儚くも壊れそうな色を上手く押し出した、ポップ作」と解説されている[4]。
  - PVが製作されており、PV集『二次元ヲルゴール.2』に収録された。
  - テレビ朝日系『神出鬼没!タケシムケン』2000年1-3月エンディングテーマ[3]。
2. ブランコから [4:13][3]
  - 作詞：Ryutaro・Tadashi、作曲：Tadashi、編曲：Plastic Tree & 成田忍
3. ツメタイヒカリ (Instrumental) [5:21][3]

## 収録アルバム
- ベスト『Cut 〜Early Songs Best Selection〜』（#1）
- ベスト『Single Collection』（#1、#2）
- ベスト『Premium Best』（#1）
- ベスト『Best Album 白盤』（#1）
- ベスト『Premium Best 〜2010 Expanded Edition〜』（#1）